# Maasbracht

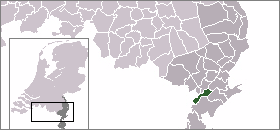
Maasbrachts läge

Maasbracht är en historisk kommun i provinsen Limburg i Nederländerna. Kommunens totala area är 25,98 km² (där 5,28 km² är vatten) och invånarantalet är på 13 666 invånare (2005).